# Jochen Sachse
Jochen Sachse (ur. 2 października 1948 we Frankenberg/Sa.) – niemiecki lekkoatleta, młociarz, reprezentujący w ciągu swojej kariery NRD.

## Sukcesy
- złoty medal Uniwersjady (Turyn 1970)
- srebro na Igrzyskach olimpijskich (Monachium 1972)
- srebrny medal podczas Mistrzostw Europy w Lekkoatletyce (Rzym 1974)
- 6. miejsce w Igrzyskach olimpijskich (Montreal 1976)